# La Mesa (Nuevo México)
La Mesa es un lugar designado por el censo ubicado en el condado de Doña Ana en el estado estadounidense de Nuevo México. En el Censo de 2010 tenía una población de 728 habitantes y una densidad poblacional de 118,8 personas por km².

## Geografía
La Mesa se encuentra ubicado en las coordenadas 32°7′28″N 106°42′32″O / 32.12444, -106.70889. Según la Oficina del Censo de los Estados Unidos, La Mesa tiene una superficie total de 6.13 km², de la cual 6.13 km² corresponden a tierra firme y (0%) 0 km² es agua.

## Demografía
Según el censo de 2010, había 728 personas residiendo en La Mesa. La densidad de población era de 118,8 hab./km². De los 728 habitantes, La Mesa estaba compuesto por el 76.24% blancos, el 0% eran afroamericanos, el 1.37% eran amerindios, el 0% eran asiáticos, el 0% eran isleños del Pacífico, el 19.23% eran de otras razas y el 3.16% pertenecían a dos o más razas. Del total de la población el 84.48% eran hispanos o latinos de cualquier raza.